# Черкесогаи
Черкесогаи (самоназвание «hay», рус. «ай», «эрмелы», также «горские» или «закубанские» армяне; черкесармяне; черкесские армяне) — этническая группа армян, обосновавшаяся с XV века на территории Северо-Западного Кавказа (современный Краснодарский край и Республика Адыгея). Многовековое проживание в адыгской языковой среде привело к образованию особого этнолекта. В отличие от армян Армении, антропологически принадлежат к северокавказскому типу (прямой нос, высокий рост). В первой половине XIX века начали переселение на равнинные российские территории, где основали город Армавир. В настоящее время наиболее высока концентрация черкесогаев в городах Армавир и Майкоп. Часть смешивается с армянами — переселенцами из других регионов, утрачивая идентичность.

## История
Начиная с раннего Средневековья характерной формой существования армянского этноса становится диаспора (эмиграция и проживание за пределами исторической родины в результате давления кочевых тюркских племён, а впоследствии — гонений на христиан со стороны мусульманских правителей Османской империи и Персии). В это время Северный Кавказ и Предкавказье выступают как один из важных центров расселения армянского этноса.
Считается, что большинство армян Закубанья переселилось сюда в конце XV века из Крыма, где к тому времени Османская империя полностью подчинила себе Крымское ханство. После того, как в 1475 году турки покорили генуэзские владения в Крыму и княжество Феодоро и приступили к тюркизации и исламизации христианского населения, армяне начали активно переселяться в Молдавию и Польшу (Речь Посполитая). Часть армян нашла убежище в горах Северного Кавказа, среди адыгов, где в тот период ислам ещё не получил распространения.
Армяне-переселенцы, прожив в горах 300 лет, переняли нравы, обычаи, особенности быта, весь уклад жизни адыгов, среди которых они поселились, перейдя на черкесский (адыгский) язык, они сохранили принадлежность к Армянской церкви. В результате взаимопроникновения двух культур сформировалась совершенно новая этническая группа черкесогаев — черкесских армян.
Аналогичная группа возникла и у греков - черкесские греки. И черкесогаи, и черкесские греки говорили на черкесском языке, но сохраняли обособленность и самосознание, хотя сами черкесы их не разделяли друг от друга. Одним из их традиционных занятий была торговля.

## Расселение
Армяне-переселенцы поселились в аулах Гяур-Хабль, Хатукай, Егерухай, Хаджихабль, Эним, Шокон, Псехутг. Два черкесогайских села также были основаны в районе современного Геленджика — Азатух и Бзатух. Черкесские армяне усвоили базовые элементы культуры и одежды адыгов, общались на адыгском языке. Армяне занимались в основном земледелием, ремёслами и торговлей.
Первый известный российский документ о черкесских армянах — недатированная докладная Екатерине II от армянского священнослужителя архиепископа Иосифа Аргутяна, который первым из армянских духовных лиц установил связь с черкесскими армянами и пытался организовать их переселение в Российскую империю в связи с усилившимся в последней четверти XVIII века влиянием Османской империи на северо-западном Кавказе. Российское правительство приветствовало подобные инициативы, исходя из своих политических и экономических целей, однако реальная возможность осуществить это возникла только после заключения Адрианопольского договора 1829 года с Османской империей.
Переселение черкесогаев на российские территории осуществлялось четырьмя основными группами:
- к 1839 году начальник Кубанской линии генерал-майор барон Г. Ф. фон Засс переселил из горных в равнинные районы Кубани 300 армянских семей, первоначально обосновавшихся на левом берегу реки Кубани, напротив укрепления Прочный окоп.

## Известные фамилии
- Богарсуковы
- Тарасов Артем Михайлович — первый советский миллионер начала перестройки.
- Анри Труайя (Левон Асланович Тарасов) — французский писатель. Член Французской академии.
- Тарасов (Торосян) Николай Лазаревич — меценат, нефтепромышленник-миллионер.
- Чентемиров Минас Георгиевич —  заместитель председателя Куйбышевского и Средне-Волжского Совнархозов, заместитель министра нефтеперерабатывающей промышленности, первый заместитель председателя Госстроя СССР, Герой Социалистического Труда.